# شهرستان آئورگازینسکی
شهرستان آئورگازینسکی (به لاتین: Aurgazinsky District) یک شهرستان در روسیه است که در باشقیرستان واقع شده‌است.